# Luigi Carzino
Luigi Carzino (n. Sampierdarena; 1 de marzo de 1926 - Génova; 2009) fue un futbolista italiano, guerrillero, y director técnico de la Campi. Era hijo de Enrico Carzino. Se desempeñaba como guardameta al igual que su padre.